# Anyphaena fraterna
Anyphaena fraterna là một loài nhện trong họ Anyphaenidae.
Loài này thuộc chi Anyphaena. Anyphaena fraterna được Richard C. Banks miêu tả năm 1896.